# チャールズ・ライト (プロレスラー)
チャールズ・ライト（Charles Wright、1961年5月16日 - ）は、アメリカ合衆国の元プロレスラー。ネバダ州ラスベガス出身のアフリカ系アメリカ人。
1990年代から2000年代初頭にかけて、WWFを中心に活躍した。
ポン引きギミックのザ・ゴッドファーザー（The Godfather）、怪奇派のパパ・シャンゴ（Papa Shango）など、様々なキャラクターで知られる。

## 来歴

### キャリア初期
バンバン・ビガロ、レイヴェン、シェイマスらを輩出したことで知られるプロレスラー養成所、モンスター・ファクトリーの出身。1989年9月16日、テネシー州メンフィスのUSWAにてザ・ソウルテイカー（The Soultaker）のリングネームでデビューし、翌月の10月23日にはジェリー・ローラーからUSWA統一世界ヘビー王座を奪取した。
1990年6月、バンバン・ビガロを倒した北尾光司への「モンスター・ファクトリーからの刺客」として新日本プロレスに初来日。全身に施されたタトゥーのインパクトと、マーシャルアーツをベースとした格闘家的なファイトスタイルが注目され、同年は新日本に計4回に渡って参戦。兄弟子のビガロをはじめ、ビッグバン・ベイダーや黒人レスラーの大先輩バッドニュース・ブラウンとも共闘した。10月25日にはグリーンドーム前橋にて、プロボクサーとして新日本に登場したトニー・ホームと異種格闘技戦を行っている。

### パパ・シャンゴ
1991年、当時の人気NBAプレイヤーであるチャールズ・バークレーのニックネームと同じサー・チャールズ（Sir Charles）を名乗り、ローブをまとった貴族ギミックでWWFにトライアウト出場。翌1992年に正式契約を結び、ブードゥー教の呪術師をモチーフとした怪奇派ヒール、パパ・シャンゴ（Papa Shango）として本格的なWWFデビューを果たした。黒いシルクハットを被り、顔面にはドクロのペイントを施し、白煙が濛々と立ち込める頭蓋骨を手に入場。火花を放射する仕込み杖や、呪文を唱えると相手の体から鮮血が吹き出す妖術パフォーマンスなど、キワモノ的なブードゥー・ギミックでセンセーショナルな存在となった。
同年4月5日のレッスルマニアVIIIでは、メインイベントのハルク・ホーガン対シッド・ジャスティス戦に乱入。ホーガンを襲撃するが、ホーガン救出に駆けつけたアルティメット・ウォリアーによって蹴散らされる。ウォリアーは前年8月にWWFを解雇されて以来の登場であり、その露払い役を務めた形となった。以降はウォリアー復帰後の抗争相手となり、ジ・アンダーテイカーとの怪奇派対決も注目を集めた。
しかし、PPV大会での決着戦を前提とした長期間の抗争アングルは組まれず、レッスルマニアでの乱入以降は大きな活躍を残せなかった。1993年からはパパ・シャンゴのキャラクターでUSWAに復帰（WWFとUSWAは前年より提携関係を結び、ジェリー・ローラーも同時期にWWFに登場している）。ローラーを破って統一世界ヘビー王座を再び獲得するが、WWFから参戦してきたオーエン・ハートに奪取された。その後はUSWAを離れ、1994年はオットー・ワンツが主宰していたヨーロッパのCWAに遠征、ランボーやトニー・セント・クレアーと対戦した。

### カマ

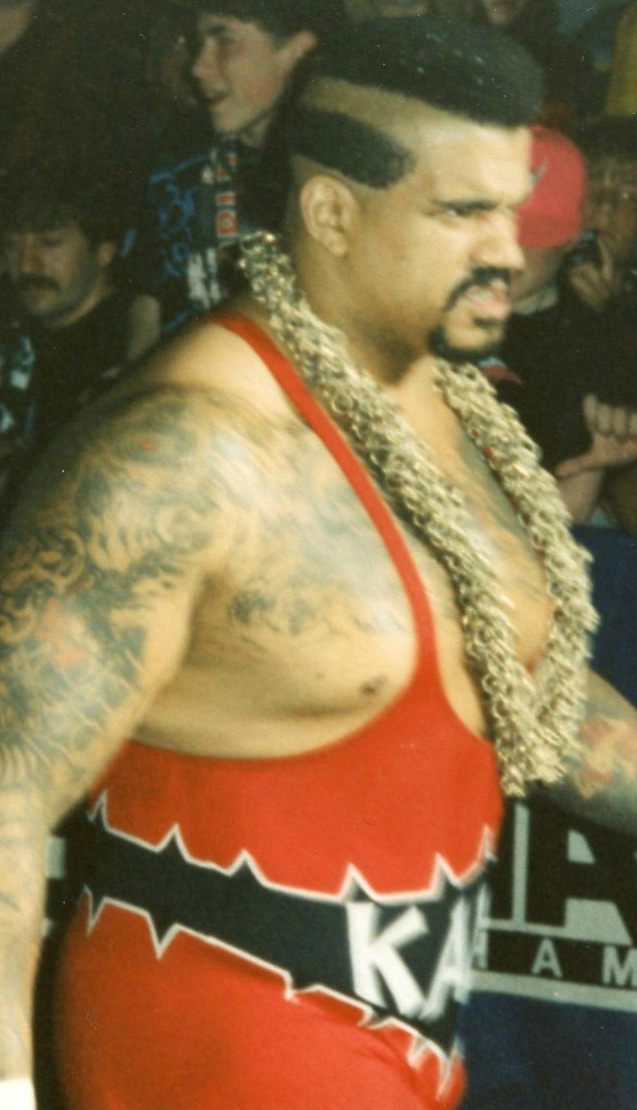
カマ（1995年）

1995年1月、マーシャルアーツの下地を活かし、スプリーム・ファイティング・マシーン（The Supreme Fighting Machine）の異名を持つ総合格闘家ギミックのカマ（Kama）に変身してWWFに再登場。このキャラクターおよびネーミングは、当時UFCにおいて人気を得ていた異色の格闘家キモをイメージしたものだった。テッド・デビアス率いるミリオンダラー・コーポレーションに加わりジ・アンダーテイカーとも抗争するが、ここでもブレイクを果たせず、1996年から再びWWFを離脱。
1997年下期、ファルークが結成した黒人至上主義軍団、ネーション・オブ・ドミネーション（NOD）の一員としてWWFに復帰（同時期のメンバーは他にディーロ・ブラウン、マーク・ヘンリー、ザ・ロック）。リングネームもネーション・オブ・イスラムを意識してカマ・ムスタファ（Kama Mustafa）と改められ、クラッシュ率いる白人バイカー軍団DOAやリージョン・オブ・ドゥームとの軍団抗争を展開した。

### ザ・ゴッドファーザー
1998年にファルークがNODから追放され、ザ・ロックがリーダーとなりユニット名をネーション（Nation）と改めたことを機に、リングネームをザ・ゴッドファーザー（The Godfather）に改名。ソフト帽に葉巻をくわえたポン引きギミックのヒールとしてホー（Ho）を連れて入場、試合前に対戦相手と交渉し、女をあてがう代わりに不戦勝を得るというキャラクターに変身した。

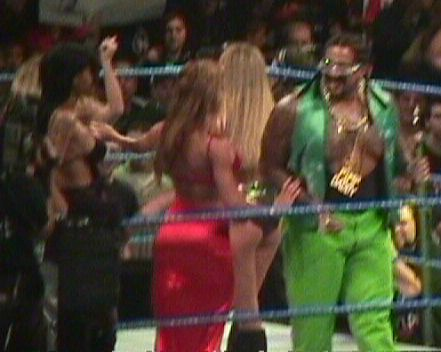
ザ・ゴッドファーザー（1999年）

同年7月、当時の中堅選手によるシュート大会として伝説化されている "WWF Brawl for All" に出場。準決勝まで進出するもバート・ガンと対戦してKO負けを喫し、療養のために短期間欠場することとなる。その間、ネーションはマーク・ヘンリーとディーロ・ブラウンがロックに造反して解散。これに伴いライトも彼らと袂を分かち、ポン引きギミックはそのままに、ベビーフェイスのシングルプレイヤーとして売り出されることになった。
このフェイスターンは支持を集め、入場後の決め台詞 "Pimpin' Ain't Easy" を観客と一体となって叫ぶなど、絶大な会場人気を獲得。これまで様々なキャラクターを演じながらもブレイクには至らなかったライトにとって、ザ・ゴッドファーザーはデビュー10年目にして初めて成功を掴むことのできたギミックとなった。彼自身もゴッドファーザーのギミックを気に入っており、実際の自分にもっとも近いキャラクターだったと述懐している。1999年4月12日にはゴールダストを破りWWFインターコンチネンタル王座を獲得。入場時に引き連れるホーの人数もエスカレートし、AV男優ギミックのバル・ビーナスとの風紀違反コンビも人気を呼んだ。

### ザ・グッドファーザー
観客からは大声援を受ける一方、テレビ番組の放送内容を監視する市民団体であるPTC（Parents Television Council）は、ゴッドファーザーのギミックは子供の視聴者にとって有害であると糾弾。2000年に入りWWFへのバッシングが高まる中、ライトはギミックチェンジを余儀なくされた。そこでWWFはPTCに対する当て付けとして、WWF内の検閲活動を行う保守的なヒールユニット、ライト・トゥ・センサー（RTC）をプロデュースする。
ゴッドファーザーもRTCの「検閲対象」となり、リーダーのスティーブン・リチャーズの洗脳によってザ・グッドファーザー（The Goodfather）と改名。白いワイシャツにネクタイ姿でRTCの一員となり、同じく検閲を受けて「更生」したバル・ビーナスらと共に、風紀向上のためには手段を選ばないヒールに変身した。同年11月6日にはメンバーの一人ブル・ブキャナンと組んでハーディー・ボーイズからWWF世界タッグ王座を奪取している。
2001年4月1日のレッスルマニアX-Sevenを最後にRTCは解散、しばらくリングを離れた後、2002年1月10日のロイヤルランブルにてポン引きゴッドファーザーとしての久々の登場を果たした。大歓声で迎えられ、その後も自身の商売は「合法」であると主張してリングに復帰。しかし番組への出演機会は減少し、再度のヒールターンの末、バル・ビーナスとの泡沫的な抗争を経て、サイドビジネス（地元ラスベガスでのトップレス・クラブ経営）に専念するためセミリタイアした。
その後、ベビーフェイスの立場でスポット的に登場し、9月に行われたゲイ・ギミックのタッグチーム、ビリー&チャックの「結婚式」では、彼らは実際にはゲイではなく、自分のところから娼婦を買っていたことを暴露。翌月の10月7日、地元ラスベガスで行われたRAW・ルーレットのジェリー・ローラー対スティーブン・リチャーズ戦でのゲスト出演を最後にWWFを退団し、そのまま引退した。

### 引退後

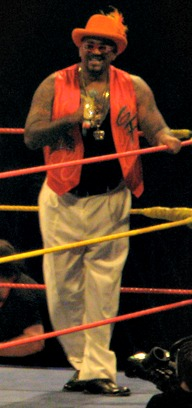
ハルク・ホーガン主催のハルカマニアにて（2009年）

現役引退後も、WWEの興行や番組には時折登場。2005年6月26日のヴェンジェンスではヴィセラとリリアン・ガルシアのスキットを、2007年9月21日放送のスマックダウンではセオドア・ロングとクリスタル・マーシャルの結婚披露宴を、それぞれホー達を引き連れて登場しメチャクチャにしている。2007年は12月10日のRAW15周年大会にも出演した。
2009年11月、ハルク・ホーガンがオーストラリアにて開催したイベントであるハルカマニアに、ピンプ・ファーザー（Pimp Father）のリングネームで参加。26日にはハイデンライクから勝利を収めている。
2012年1月28日にはPWS（Pro Wrestling Superstars）主催のレスリング・リユニオンに登場。ブルータス・ビーフケーキ、グレッグ・バレンタイン、ケビン・サリバン、ラニー・ポッフォ、バージル、ダン・スバーン、カルロス・コロンなど、往年のスーパースターによるバトルロイヤルに出場して優勝を飾った。
2013年1月27日、WWEのロイヤルランブル2013に17番目の選手としてサプライズ参戦。久々のWWE登場となったが、リングに入ろうとした瞬間にドルフ・ジグラーのドロップキックでリング下に転落、失格となった。同年9月21日にはNEW（Northeast Wrestling）にてマイキー・ウェブ&リキシと組み、6人タッグマッチでグレゴリー・エドワーズ&Jバスタ&マーク・シャーマンを下している。

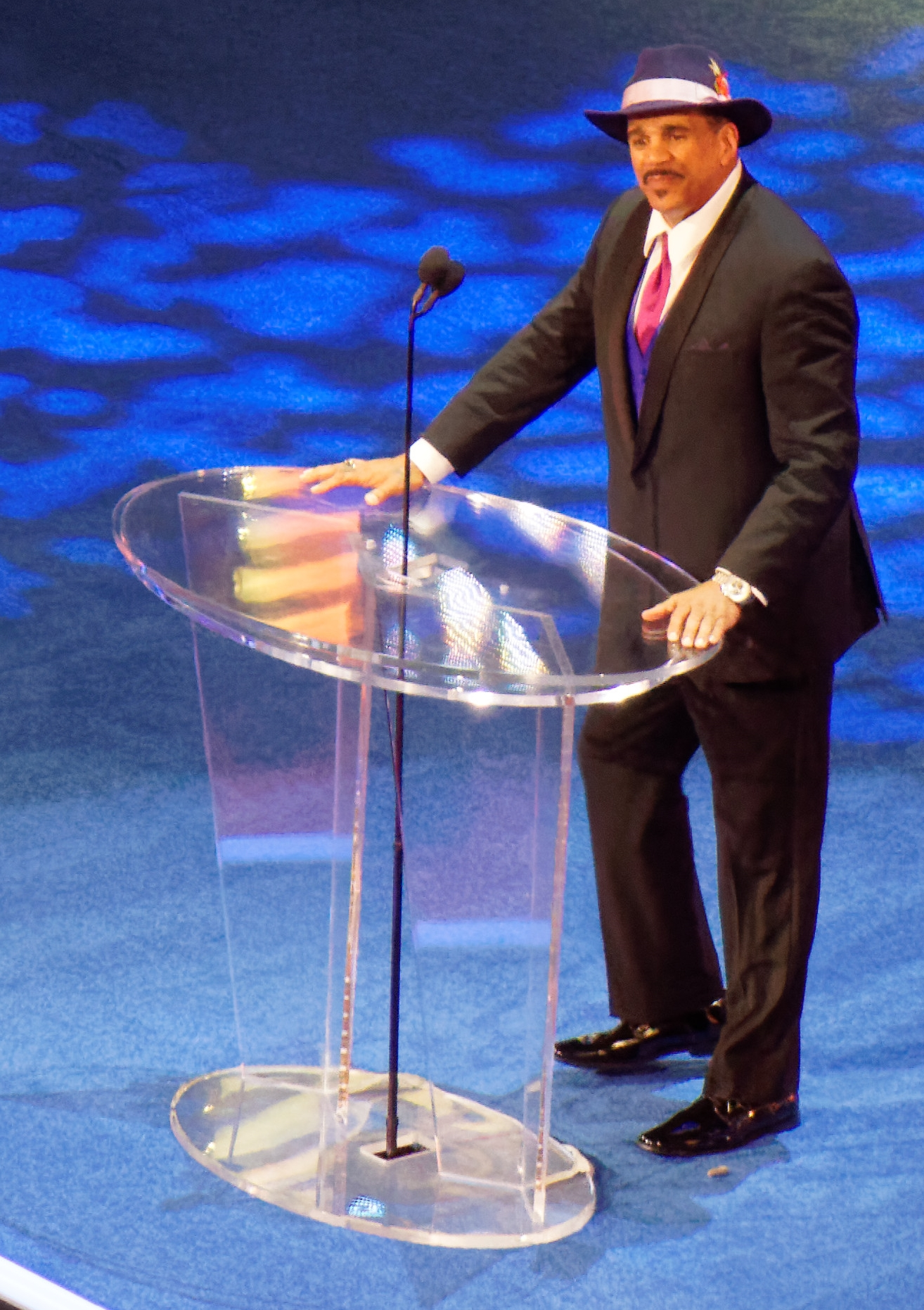
2016年4月、WWE殿堂入り

2014年2月28日、イングランドのPCW（Preston City Wrestling）にて、パパ・シャンゴとしてロード・トゥ・グローリー・トーナメントに出場。1回戦でバブルガムに敗退したが、3月1日のリベンジマッチに勝利して雪辱を果たした。10月18日には旧友バル・ビーナスのパートナーとしてカナダのECCW（Elite Canadian Championship Wrestling）に登場し、ECCWタッグ王座争奪の3wayタッグマッチに出場。王者チームのDTA（ダニエル・アドニス&ジョーディ・テイラー）およびBBC（エリック・ロッカー&レディース・チョイス）と対戦するも、ベルトを奪取するに至らなかった。試合前日には女性公募者を対象とした "Hellooooo Ladies! CONTEST" なる、勝者はホーとして共に入場できるコンテストを開催している。
2016年2月22日、ザ・ゴッドファーザーとしてWWE殿堂に迎えられることが発表された。4月2日にテキサス州ダラスのアメリカン・エアラインズ・センターにて行われた殿堂入り式典では、APAのロン・シモンズ（ネーション・オブ・ドミネーションでの盟友ファルーク）とジョン・ブラッドショー・レイフィールドがインダクターを務めた。

## 得意技
- ピンプ・ドロップ
デスバレードライバー
- ホー・トレイン
コーナーへのボディスプラッシュ
- チップ・アップ・スプラッシュ
スタンディング・スプラッシュ
- STF
カマ時代に使用
- ブードゥー・ドライバー
パパ・シャンゴ時代に使用。スリングショット・スープレックス

## 入場曲
- The Ho Train
- Pimpin' Ain't Easy
- Nation of Domination
- It's All About the Money
- The Shango Tango

## 獲得タイトル
- ユナイテッド・ステーツ・レスリング・アソシエーション
  - USWA統一世界ヘビー王座：2回 [3]
- ワールド・レスリング・フェデレーション / エンターテインメント
  - WWFインターコンチネンタル王座：1回 [16]
  - WWF世界タッグ王座：1回（w / ブル・ブキャナン） [19]
  - WWE殿堂：2016年度[24]